# I. e. 1833
Évszázadok: i. e. 20. század – i. e. 19. század – i. e. 18. század
Évtizedek: i. e. 1880-as évek – i. e. 1870-es évek – i. e. 1860-as évek – i. e. 1850-es évek – i. e. 1840-es évek – i. e. 1830-as évek – i. e. 1820-as évek – i. e. 1810-es évek – i. e. 1800-as évek – i. e. 1790-es évek – i. e. 1780-as évek
Évek: i. e. 1837 – i. e. 1836 – i. e. 1835 – i. e. 1834 –  i. e. 1833 – i. e. 1832 – i. e. 1831 – i. e. 1830 – i. e. 1829 – i. e. 1828 – i. e. 1827

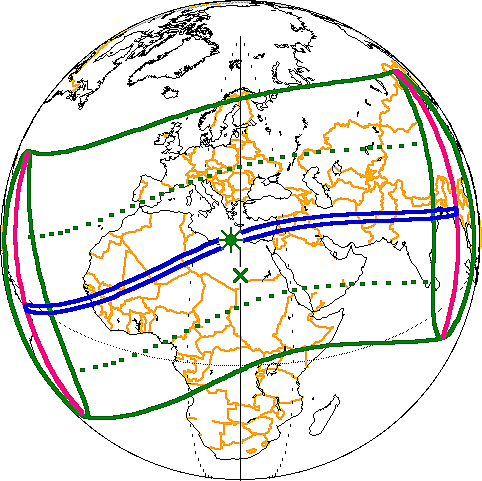
Az i. e. 1833-as napfogyatkozás árnyéksávja

I. e. 1833. június 24-én teljes napfogyatkozás volt, amely érintette Fönícia északi részét, Asszíria és Elám területét. Ezen esemény leírását Asszíriában Puzur-Istár limmujának évével datálták, aki I. Samsi-Adad asszír király egyik tisztviselője volt. Ha a leírás és az esemény azonosságát sikerül bizonyítani, akkor a Közel-Kelet történetének egy szakaszát sikerülhet abszolút kronológiával datálni.